# Rio Criciúma

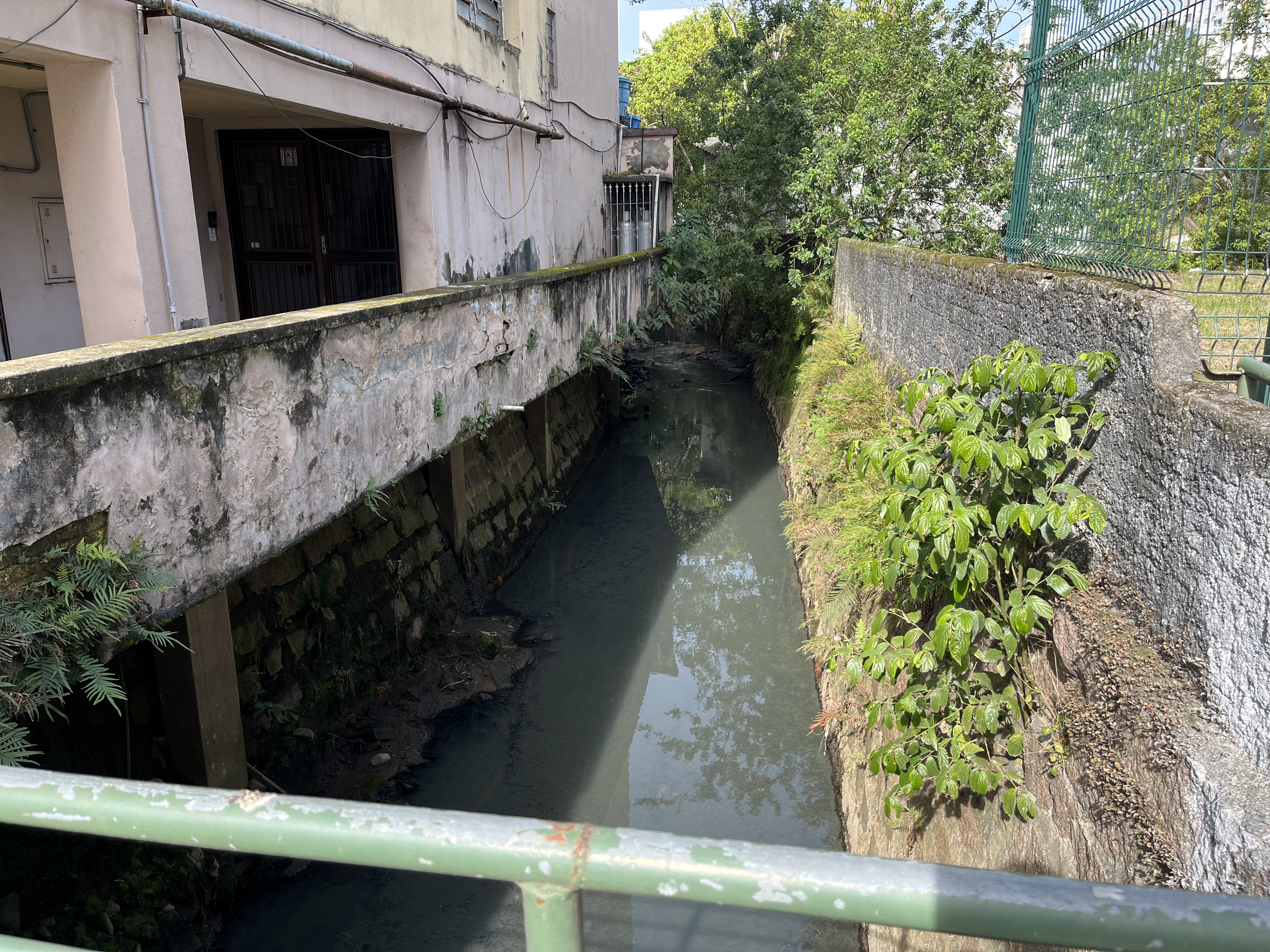
Rio Criciúma visto da Rua Henrique Lage, no munícipio de mesmo nome.

O rio Criciúma é um curso de água do estado de Santa Catarina, no Brasil. Localiza-se no sul do estado, cortando principalmente o município de Criciúma. Pertence à bacia hidrográfica do rio Araranguá. Infelizmente, suas águas drenam a maior parte dos dejetos e esgotos do município de mesmo nome e, por este motivo, é considerado um rio morto. Muitos moradores da cidade desconhecem de sua existência, uma vez que a maior parte de seu leito hoje é drenado devido o processo de urbanização. Assim, o rio perpassa por debaixo de inúmeros edifícios e grandes avenidas. O rio tem sua nascente no Morro Cechinel, dentro dos limites territoriais de Criciúma, desaguando no rio Sangão, no bairro criciumense São Francisco.

## Revitalização
A prefeitura de Criciúma, juntamente com a UNESC, universidade sediada no mesmo munícipio, firmou uma parceria para estudar a qualidade das águas do rio em cinco pontos distintos, para verificarem a viabilização de uma possível revitalização. Esta parceria também tem por objetivo conscientizar àqueles que poluem as águas com o derramamento de materiais não tratados. Assim, quando os indivíduos são identificados, são encaminhados para os trabalhos de recuperações ambientais de diversas nascentes nas redondezas. Até o momento, a parceria recebeu o nome de "Águas de Criciúma".